# 方應選
方應選（1546年—1598年），字衆甫，號明斋，直隸松江府華亭縣人，竈籍，明朝政治人物。

## 生平
萬曆元年（1573年）癸酉科應天府鄉試第二名，萬曆十一年（1583年）癸未科會試第十三名，登二甲第二十名進士。禮部觀政，选授冀州知州，十四年丁母王夫人憂，十七年起补汝州，二十年擢兵部职方司员外郎，二十二年奉命典福建乡试，二十三年轉武选司郎中，甫一月，特簡擢山东按察司永平兵备副使，本年冬改福建提学副使，二十五年秋以病請告，次年春准告归，不久卒，年五十四。

## 家族
曾祖方輔，號味梅公；祖父方鵬，號養拙公；父方柱，號月汀公。母王氏。弟應遴、應遇。